# Andreas Leitner
Andreas Leitner (Leoben, 25 marzo 1994) è un calciatore austriaco, portiere del Ried.

## Carriera

### Club
Cresciuto nell'Admira Wacker Mödling, a partire dalla stagione 2011-2012 è stato inserito nella rosa della prima squadra. Nel luglio 2015 è stato ceduto in prestito annuale all'Austria Klagenfurt. Rientrato all'Admira Wacker Mödling nel 2016, ha ottenuto il posto da titolare ed ha militato nelle file degli Admiraner fino al 2022. Nel settembre 2022 si è trasferito al Petrolul Ploiesti, club rumeno. Il 23 giugno 2023 ha firmato un contratto biennale con il Ried.

### Nazionale
Fra il 2009 e il 2014 ha fatto parte delle selezioni giovanili della nazionale austriaca: partito dall'Under-16 nel 2009, è arrivato alla selezione Under-21 nel 2014.

## Statistiche

### Presenze e reti nei club
| Stagione                     | Squadra                      | Campionato                   | Campionato | Campionato | Coppe nazionali | Coppe nazionali | Coppe nazionali | Coppe continentali | Coppe continentali | Coppe continentali | Altre coppe | Altre coppe | Altre coppe | Totale | Totale |
| Stagione                     | Squadra                      | Comp                         | Pres       | Reti       | Comp            | Pres            | Reti            | Comp               | Pres               | Reti               | Comp        | Pres        | Reti        | Pres   | Reti   |
| ---------------------------- | ---------------------------- | ---------------------------- | ---------- | ---------- | --------------- | --------------- | --------------- | ------------------ | ------------------ | ------------------ | ----------- | ----------- | ----------- | ------ | ------ |
| 2011-2012                    | Admira Wacker M.             | FBL                          | 0          | 0          | OFBC            | 0               | 0               | -                  | -                  | -                  | -           | -           | -           | 0      | 0      |
| 2012-2013                    | Admira Wacker M.             | FBL                          | 2          | -5         | OFBC            | 1               | -2              | EL                 | 0                  | 0                  | -           | -           | -           | 3      | -7     |
| 2013-2014                    | Admira Wacker M.             | FBL                          | 11         | -24        | OFBC            | 0               | 0               | -                  | -                  | -                  | -           | -           | -           | 11     | -24    |
| 2014-2015                    | Admira Wacker M.             | FBL                          | 14         | -18        | OFBC            | 1               | 0               | -                  | -                  | -                  | -           | -           | -           | 15     | -18    |
| Totale Admira Wacker Mödling | Totale Admira Wacker Mödling | Totale Admira Wacker Mödling | 27         | -47        |                 | 2               | -2              |                    | 0                  | 0                  |             | -           | -           | 29     | -49    |
| 2015-2016                    | Austria Klagenfurt           | EL                           | 4          | -7         | OFBC            | 1               | -2              | -                  | -                  | -                  | -           | -           | -           | 5      | -9     |
| 2016-2017                    | Admira Wacker M.             | FBL                          | 27         | -35        | OFBC            | 3               | -7              | EL                 | 0                  | 0                  | -           | -           | -           | 30     | -42    |
| 2017-2018                    | Admira Wacker M.             | FBL                          | 31         | -58        | OFBC            | 0               | 0               | -                  | -                  | -                  | -           | -           | -           | 31     | -58    |
| 2018-2019                    | Admira Wacker M.             | FBL                          | 32         | -62        | OFBC            | 1               | -1              | EL                 | 1                  | -3                 | -           | -           | -           | 34     | -66    |
| 2019-2020                    | Admira Wacker M.             | FBL                          | 32         | -57        | OFBC            | 2               | -2              | -                  | -                  | -                  | -           | -           | -           | 34     | -59    |
| 2020-2021                    | Admira Wacker M.             | FBL                          | 32         | -58        | OFBC            | 2               | -2              | -                  | -                  | -                  | -           | -           | -           | 34     | -60    |
| 2021-2022                    | Admira Wacker M.             | FBL                          | 32         | -46        | OFBC            | 2               | -2              | -                  | -                  | -                  | -           | -           | -           | 34     | -48    |
| Totale Admira Wacker Mödling | Totale Admira Wacker Mödling | Totale Admira Wacker Mödling | 186        | -316       |                 | 10              | -14             |                    | 1                  | -3                 |             | -           | -           | 197    | -333   |
| 2022-2023                    | Petrolul Ploiești            | LI                           | 11         | -21        | CR              | 4               | -4              | -                  | -                  | -                  | -           | -           | -           | 15     | -25    |
| 2023-2024                    | Ried                         | 2L                           | 6          | -6         | OFBC            | 1               | -1              | -                  | -                  | -                  | -           | -           | -           | 7      | -7     |
| Totale carriera              | Totale carriera              | Totale carriera              | 234        | -397       |                 | 18              | -23             |                    | 1                  | -3                 |             | -           | -           | 253    | -423   |

## Palmarès

### Club

#### Competizioni nazionali
- 2. Liga: 1

Ried: 2024-2025